# Réserve Horco Molle
La réserve Horco Molle (espagnol : Reserva Experimental de Flora y Fauna de Horco Molle (REHM)) est une réserve naturelle située près de la ville de Yerba Buena, dans le département homonyme, dans la province de Tucumán, en Argentine.

## Caractéristiques
La réserve est créée par l'université nationale de Tucumán le 17 octobre 1986, pendant le rectorat du Dr Rodolfo Martín Campero. Les installations ont ensuite été cédées par le rectorat à la Faculté des sciences naturelles (FCN) et à l'Institut Miguel Lillo en 1988, alors dirigés par le doyen Dr Florencio Gilberto Aceñolaza. La FCN est chargée de l'administration de 00 hectares situés dans le parc de la Sierra San Javier, propriété de l'UNT, à 15 kilomètres de la capitale Tucumán, dans la localité de Yerba Buena, sur les contreforts de la Sierra de San Javier.
L'objectif de sa création est l'éducation à la conservation de l'environnement dans un laboratoire naturel, dans lequel les étudiants et les chercheurs ont la possibilité de réaliser des activités liées à la flore, à la faune, à la géologie, à l'archéologie, ainsi qu'au sauvetage et à la réhabilitation de la faune indigène. Il est géré et dirigé sur le plan technique, scientifique, éducatif et administratif par la faculté des sciences naturelles et l'institut Miguel Lillo de l'UNT. Le REHM a le statut de zone naturelle protégée et est ouvert au public.